# グリーン (ポケットモンスターSPECIAL)
グリーンは、漫画『ポケットモンスターSPECIAL』に登場する架空の人物である。

## プロフィール
- 本名：オーキド・グリーン
- 性別：男
- 誕生日：11月22日
- 星座：蠍座
- 年齢：11歳(第1章)→13歳(第2章)→14歳(第3章)→16歳(第5章・第6章)
- 血液型：AB型
- 身長：175cm(第13章時点)
- 体重：60kg(第13章時点)
- 家族：祖父（オーキド・ユキナリ）・姉（オーキド・ナナミ）
- 出身地：カントー地方・マサラタウン
- 特技：ポケモンの育成
- 資格：トキワジムジムリーダー
- 賞歴：第9回ポケモンリーグ準優勝
- 初登場：第1話 VSミュウ
- 登場章：第1章・第2章・第3章・第5章・第6章・(第7章)・(第9章)・第12章
- 登場巻：1-7・9・12-15・22-26・(27)・(28)・29・(37)・(38)・(42)
- 持ち物：ポケモン図鑑（初代→4代目）、ポケギア、ボイスチェッカー[1]、バトルサーチャー、トライパス[1]・レインボーパス・オーキド博士のペンダント[2][注釈 1]・大地の奥義書[3]・ノートパソコン、リザードナイトY、キーストーン
- 代名詞：育てる者（ポケモンの育成）[4]
- 人気投票：7位（2005年）[5]→8位（2011年）[6]

## 人物
オーキド博士の孫でオーキド・ナナミを姉に持つ、優秀なポケモントレーナー。ゲーム版『ポケットモンスター 赤・緑・青・ピカチュウ』・『ポケットモンスター ファイアレッド・リーフグリーン』のライバル及び、『ポケットモンスター 金・銀・クリスタル』・『ポケットモンスター ハートゴールド・ソウルシルバー』の登場人物であるトキワシティジムのジムリーダー・グリーンをモデルとしている。一人称は「オレ」。図鑑所有者としての代名詞は"育てる者"だが、バトルの腕前もレッドに引けを取らない彼の好敵手（ライバル）である。
有名な博士を祖父に持つがゆえに「祖父の七光」と思われることを嫌い、7歳の時（作者談）からジョウト地方に留学し、タンバシティのジムリーダーシジマの下で約4年間修行していた過去を持ち、トレーナー自身も鍛えるという修行をしていた。そのため、ノーマルタイプの技である"きりさく"をゴーストタイプのポケモンに命中させたり、音で敵の動きを読んで攻撃を見切るといった、普通ではありえないほどの「超感覚」を手に入れている。第3章以降から第9章前よりカロス地方に留学してコンコンブルからメガシンカを継承した経験もあり、同地方のチャンピオンであるカルネとは彼女が「バトル巧みな天才子役」だったころからの古い友人である。
性格は至ってクールで冷静沈着であるものの、祖父であるオーキド博士を「お爺ちゃん」と呼び慕うお爺ちゃん子であり、オーキド博士の事になると感情が高ぶる事もある。幼い頃や物語の当初は感情的、生意気な性格であった。初めはレッドの事をトレーナー歴が長い事もあって見下していたが、次第にお互い良いライバルとして意識し合うようになる。ブルーに対しては、初対面では良い印象を持っていなかったが、次第に仲間意識を持つようになる。また、ブルーの発言に対して突っ込みを入れる事が多々あり、「うるさい女だ」と呆れながら言う事が、作中ではお約束の掛け合いとなっている。
イエローの「気」を高める事によってポケモンも同調し、表に出さない力を解放して手持ちのレベルを上げる能力を教えた過去がある。第2章の時点でイエローの正体に気づいていたが、一夜明けてもポケモンを捕獲できず、さらにラッちゃんがコラッタから進化したラッタの姿を見て、驚きのあまり泣き出した事には驚愕していた。
シルバーの事は、第3章でポケモン図鑑及びワニノコの盗難容疑で身柄を確保しようとしたが、第5章終盤ではシルバーがサカキの息子である事を明かされた際に、シルバーに前述の境遇を話してサカキを父親として受け入れ、誇りを持つように諭して『大地の奥義』を渡した。それ以降はシルバーから敬意を持たれている。
美男子であり、作中でブルーから「いい男」と言われた事もあり、道中にグリーンのファンもいた。
他の図鑑所有者の中でも最も服装の入れ替わりが激しく、第1章では『ピカチュウ』でのライバルの服装。第2章ではその上からマントを羽織っていた。第3章では『赤・緑・青』におけるチャンピオン戦のライバルと同じジャケット姿。第5章・第6章では『ファイアレッド・リーフグリーン』でのライバルの服装。第9章ではシルバーの回想シーン内では、『ハートゴールド・ソウルシルバー』に登場するグリーンと同じ服装をしていた。第12章では第9章の服装の上に再びマントを羽織ったスタイルで登場した。
歴代図鑑所有者の中ではジムリーダーということもあって、最も登場の機会に恵まれており、レッドやブルーと違い、長期間登場しない間隔が短い。

## 劇中での活躍
第1章(赤・緑・青編)
レッドと共にオーキド博士からポケモン図鑑を渡され、ポケモンのデータを集めると同時に腕を磨く。ロケット団の幹部・キョウによるポケモンタワーの事件に巻き込まれても本人はとりわけ気に留めていなかったが、ロケット団がオーキド博士を攫い、マサラタウンを汚すと憤り、決着をつける為にヤマブキシティのシルフカンパニーに向かう。そこで再度キョウと対峙し、ゴルバットの攻撃を受けるが、オーキド博士から貰ったペンダントのおかげで命拾いした。
レッドと協力してキョウを倒した後は、レッド・ブルーと共にロケット団の幹部であるナツメを撃破した。その後、無人発電所で四天王キクコと遭遇した。第9回ポケモンリーグに出場したが、僅差でレッドに敗れ、準優勝となる。
第2章(イエロー編)
ポケモンリーグ後は武者修行を続けていた。レッドの失踪中、タマムシシティでキクコが差し向けた刺客を退けるとイエローのポケモントレーナーとしての腕を鍛え上げる。
その後、四天王の拠点・スオウ島に単身で乗り込み、かつての敵だったキョウと組んで四天王キクコとの戦いに挑み、辛くも勝利する。その後はレッド・ブルーと共にイエローの支援をし、最終的にワタルの野望の阻止に成功した。
第3章(金・銀・クリスタル編)
手足の後遺症でジムリーダー就任を辞退したレッドに代わり、トキワシティの新ジムリーダーに就任。
ジムリーダー対抗戦では師匠であるシジマとバトルを繰り広げ、勝利する。その後ロケット団が仕組んだ暴走するリニアに閉じ込められたが、レッドによって救出されウバメの森に乗り込み、レッド・ブルーと共にイツキ・カリンと交戦した後は、初代図鑑所有者の1人としてゴールド・シルバー・クリスタルを援護し、「仮面の男」ヤナギの野望を阻止した。
第5章(ファイアレッド・リーフグリーン編)
レッドと共にデオキシスを追う最中、オーキド博士がロケット団に捕われていることを知り、祖父を救うべく奮闘。ナナシマの6の島で三獣士のオウカを倒す。
イエローがグリーンの留守にしているトキワジムに訪れた際には、グリーンの立体映像が対応する様になっていて、控えのポケモン達が相手をする。
祖父が人質に取られた事もあり、レッドがデオキシスの実力を前に挫折していた姿を見て、呆れて他のメンバーで作戦を練ったり、サカキに乗りかかるなど、感情的になる事が多かった。
ブルーと行動を共にすることが多く、ミュウツーを拘束具から解放する作戦の指揮をとり、決戦をレッドに託した。後にレッド達を追う途中、シルバー達と出会い、シルバーにサカキの気持ちを教え、改心させた。事件解決後は三獣士のサキの手によって石化してしまう。
第6章(エメラルド編)
ハギ名誉艦長によって石化した状態でホウエン地方のバトルフロンティア内に運ばれる。
エメラルドのジラーチへの願いにより復活した後は、他の図鑑所有者達と共に究極技を繰り出してガイルが出現させた強大な海の魔物を撃退し、バトルフロンティアの危機を救った。
第9章(ハートゴールド・ソウルシルバー編)
シルバーの回想シーン内にて登場。第5章の事件終息後に隠れ家に向かわせたシルバーのリングマとサカキの元へ向かうシルバーに付き添い、行方不明のサカキを探すシルバーにサイドンから進化させたドサイドンを貸した。
第12章(X・Y編)
ナナカマド博士からカロス地方で2匹の伝説のポケモンが復活したという情報を聞き、カロス地方に向かう。争いに終止符を打つ鍵となるポケモン・ジガルデを探そうとドサイドンで地中を探索していた途中、フレア団との戦いで負傷した旧友のカルネを助け、彼女からフレア団の暗躍を聞く事になる。その後15番道路で潜伏していたエックス達の話を聞き、リザードンとドサイドンに彼らの護衛を任せて自身はカロスのジムリーダー達に伝言を伝えるため一度別れ、ヒャッコクシティで再び合流して共にポケモンの村へと向かい、エックスや再会したカツラと共にフラダリの野望を打ち砕いた。
第13章（オメガルビー・アルファサファイア編）
レッドの発言からカントー地方を離れている事が分かる。
ダイゴの回想シーンにて登場。

## 所有ポケモン
手持ちと控え共に第13章現在のメンバー。ニックネームはつけていない。
なおポケモン達は、グリーンがいなくても自主トレーニングを行う程にまで育てられており、主人から離れた状態でも十分に戦えるだけの力を持っている。

### 手持ち
リザードン
- ヒトカゲ♂→リザード♂→リザードン♂←→メガリザードンY♂ Lv.89
- 特性：もうか←→ひでり 性格：ずぶとい 個性：しんぼうつよい
- 初登場：第1話 VSミュウ
- 技："かえんほうしゃ"・"きりさく"・"そらをとぶ"・"だいもんじ"・"ブラストバーン"・"ほのおのうず"・"ほのおのパンチ"・"リフレクター"

祖父オーキド博士から譲り受けたヒトカゲから進化した。強力なほのおタイプの攻撃技に加え、飛行要員としても活躍する。グリーンの手持ちの中でも強力で、エックスのサラメからは目標とされている。
偶発的な交換でピカと勘違いして出したレッドの前に一番初めに登場した時は言う事を聞かなかったが、第3章と第5章ではレッドに力を貸している。
第5章でキワメの修行により、「炎の究極技」"ブラストバーン"を習得する。
第6章ではゴールドのバクたろう（バクフーン）・サファイアのちゃも（バシャーモ）と共に"ブラストバーン"を放った。
第12章ではメガシンカを習得しており、尻尾の炎の中にリザードナイトYを持っている。
ゴルダック
- ゴルダック♂ Lv.88
- 特性：ノーてんき 性格：まじめ 個性：たべるのがだいすき
- 初登場：第18話 VSキュウコン
- 技："アイアンテール"・"あなをほる"・"なみのり"・"ねんりき"・"ハイドロポンプ"・"はかいこうせん"

第1章当初から手持ちに加わっている。バトルでは強力なみず技を使って戦う他、グリーンを乗せて水上を移動したり、"ねんりき"で人間の思考や敵を探る事も可能。
カイリキー
- ゴーリキー♂→カイリキー♂ Lv.80
- 特性：こんじょう 性格：てれや 個性：いねむりがおおい
- 初登場：第18話 VSキュウコン

技："からてチョップ"・"きあいだめ"・"けたぐり"・"じごくぐるま"・"たたきつける"・"ちきゅうなげ"・"はかいこうせん"
第1章からの手持ち。レッドとの偶発的な交換によってゴーリキーから進化した。指示を聞かなかったグリーンの他のポケモンと異なり、キュウコンに襲われたレッドの指示を聞き交戦していた。
バトルでは4本の腕と屈強な肉体から生み出されるパワーを活かして戦う。
ハッサム
- ストライク♂→ハッサム♂ Lv.82
- 特性：むしのしらせ 性格：すなお 個性：ひるねをよくする
- 初登場：第18話 VSキュウコン
- 技："いあいぎり"・"きりさく"・"はがねのつばさ"・"みねうち"・"メタルクロー"

第1章からの手持ちで、シジマの下で修行していた頃には既に共にいた幼馴染み。火球や形無き敵を切り裂けるほどキレが鋭い。
第3章に登場した時には進化していた。本来ハッサムに進化するとすばやさは落ちるはずだが、グリーンのハッサムは進化前と変わっていない。
ポリゴン2
- ポリゴン→ポリゴン2 Lv.78
- 特性：トレース 性格：きまぐれ 個性：こうきしんがつよい
- 初登場：第18話 VSキュウコン
- 技："かくばる"・"サイケこうせん"・"テクスチャー"・"テクスチャー2"・"でんじほう"・"トライアタック"・"リサイクル"

タマムシシティのゲームコーナーで入手。当初はグリーンの指示を聞かなかったが、レッドの影響でグリーンに懐いた。第3章に登場した時には進化していた。
電脳空間を自在に移動する事ができ、第2章では図鑑から図鑑への転送、第5章ではトレーナータワーのマザーコンピューターへの潜入といった活躍を見せ、オーキド博士とブルーの両親を助けた。
ドサイドン
- サイドン♂→ドサイドン♂ Lv.82
- 特性：ひらいしん 性格：おっとり 個性：ちからがじまん
- 初登場：第116話 VSハッサム
- 技："あなをほる"・"じしん"・"つのでつく"・"つのドリル"・"ふみつけ"・"メガホーン"・"がんせきほう"

第3章でトキワジムを襲撃した際に捕獲された。ジムリーダー対抗戦でグリーンの師・シジマのポケモンと交戦し、相性の悪さを覆して勝利する。
第9章のシルバーによる回想シーン内で、「プロテクター」を持たせて交換することでドサイドンに進化、その直後リングマを失ったシルバーの戦力の為に一時的に貸し与えられた。
第12章でカロス地方に向かう前に第3の伝説のポケモンであるジガルデが地中に生息していると情報を受けて再び手持ちに戻っている。進化前に当たるワイのさいさいからは目標にされている。

### 控え
トキワシティのジムリーダーとなったグリーンの留守を預かっており、ジムに挑戦者がやって来た時にも独自に戦えるように鍛えられている。
ピジョット
- ピジョット♂ Lv.60
- 特性：するどいめ 性格：がんばりや 個性：かんがえごとがおおい
- 初登場：第18話 VSキュウコン
- 技："つばさでうつ"・"フェザーダンス"

第1章・第2章ではグリーンの手持ちとして随所に活躍する。第3章以降は控え。
キュウコン
- キュウコン♂ Lv.63
- 特性：もらいび 性格：ひかえめ 個性：ぬけめがない
- 初登場：第18話 VSキュウコン
- 技："だいもんじ"

手持ちが入れ替わったトラブルの最中に捕獲された。その後第9回ポケモンリーグ決勝戦で"だいもんじ"から生じる上昇気流でレッドを追い詰めた。
ウィンディ
- ウインディ♂ Lv.61
- 特性：いかく 個性：ちょっとおこりっぽい
- 初登場：第116話 VSハッサム

第3章でトキワジム襲撃時に捕獲。
ナッシー
- ナッシー♂ Lv.60
- 特性：ようりょくそ 性格：のんき
- 初登場：第116話 VSハッサム

トキワジム襲撃時に捕獲。
フーディン
- フーディン♂ Lv.62
- 特性：せいしんりょく 性格：のうてんき
- 初登場：第116話 VSハッサム
- 技："なりきり"

トキワジム襲撃時に捕獲。第5章では、ピジョットと共にジム戦に挑戦したイエローのチュチュとバトルする。
バケッチャ
- バケッチャ♂ Lv.55
- 特性：おみとおし 性格：せっかち
- 初登場：エピソード27 カイロス、にらむ

第12章で初登場。"ワンダールーム"に閉じこめられた空間ごと地中に引きずりこまれたカルネを発見した。

### 一時手持ち
レッドのフッシー・ピカ・ニョロは第1章でアクシデントにより入れ替わった。
フッシー（レッド）
- フシギソウ♂→フシギバナ♂

第5章では一時的にリザードンと交換した。
ピカ（レッド）
- ピカチュウ♂

ニョロ（レッド）
- ニョロボン♂

ゴルバット（キョウ）
- ゴルバット♂

第1章でオーキド博士を探すために連れて行った。
第2章ではキョウと再会した際に返したが、キクコのアーボックの"いわなだれ"に分断された後、グリーンの指示を受けてキクコのゴルバットを倒した。
ギャラ（レッド）
- ギャラドス♂

第3章でレッドがシロガネ山に行く際、自身のリザードンと交換で渡された。